# Calamorhabdium
A Calamorhabdium a hüllők (Reptilia) osztályának pikkelyes hüllők (Squamata) rendjébe, ezen belül a siklófélék (Colubridae) családjába tartozó nem.

## Rendszerezés
A nembe az alábbi 2 faj tartozik ide:
- Calamorhabdium acuticeps Ahl, 1933
- Calamorhabdium kuekenthali Boettger, 1898